# Нижнеозёрное (Алтайский край)
Нижнеозёрное — село в Усть-Пристанском районе Алтайского края. Административный центр и единственный населённый пункт Нижнеозернинского сельсовета.

## География
Расположено на берегах реки Озёрной, вблизи места впадения её в реку Исток. Абсолютная высота — 147 метров над уровнем моря.

## История
Основано в 1770 году. В 1926 году в селе Нижне-Озёрном имелось 779 хозяйств и проживало 5060 человек (2426 мужчин и 2634 женщины). В национальном составе населения того периода преобладали русские. Действовали школа I ступени и лавка общества потребителей. В административном отношении являлось центром Нижне-Озернинского сельсовета Пристанского района Бийского округа Сибирского края.

## Население
| 1926 | 1997  | 1998  | 1999  | 2000 | 2001 | 2002 | 2003 | 2004  | 2005  | 2006  |
| ---- | ----- | ----- | ----- | ---- | ---- | ---- | ---- | ----- | ----- | ----- |
| 5060 | ↘1039 | ↘1002 | ↗1003 | ↘997 | ↘970 | ↘939 | ↗946 | ↗1003 | →1003 | ↘1001 |
| 2007 | 2008  | 2009  | 2010  | 2011 | 2012 | 2013 | 2014 | 2015  | 2016  | 2017  |
| ↘978 | ↗1001 | ↘905  | ↘755  | ↘750 | ↘713 | ↘704 | ↘668 | ↘651  | ↘631  | ↘619  |
| 2018 | 2019  | 2020  | 2021  |      |      |      |      |       |       |       |
| ↘606 | ↘591  | ↘587  | ↘575  |      |      |      |      |       |       |       |

Национальный состав
Согласно результатам переписи 2002 года, в национальной структуре населения русские составляли 97 %.